# Jardín de la flora de los Apeninos de Capracotta

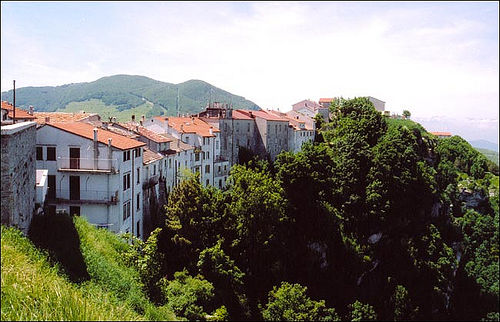
Vista de Capracotta.

El jardín de la flora de los Apeninos de Capracotta (en italiano: Giardino della Flora appenninica di Capracotta) es un jardín botánico de flora natural, especializado en la Flora de los Apeninos centro meridionales, en Capracotta, Italia. 

## Localización
Se encuentra situado a unos 2 km de la localidad de Capracotta, a  1550 m s. n. m., en la base del Monte Campo (de 1745 m de altura), a lo largo de la carretera principal hacia Prato Gentile, siendo uno de los jardines botánicos a mayor altura de Italia.
Giardino della Flora appenninica di Capracotta Capracotta, Provincia de Isernia, Molise, Italia.41°50′0″N 14°16′0″E / 41.83333, 14.26667
Está abierto todos los días en los meses cálidos del año. Se cobra una tarifa de entrada.

## Historia
El jardín botánico fue creado en 1963, gracias a la iniciativa de  Valerio Giacomini fue realizado por Paolo Pizzolongo, como jardín de pruebas, abandonado durante casi dos décadas, y reabierto en 1997
Símbolo del jardín es el acer de Lobelius (Acer lobelii).

## Colecciones
En el jardín botánico se distinguen las siguientes secciones :

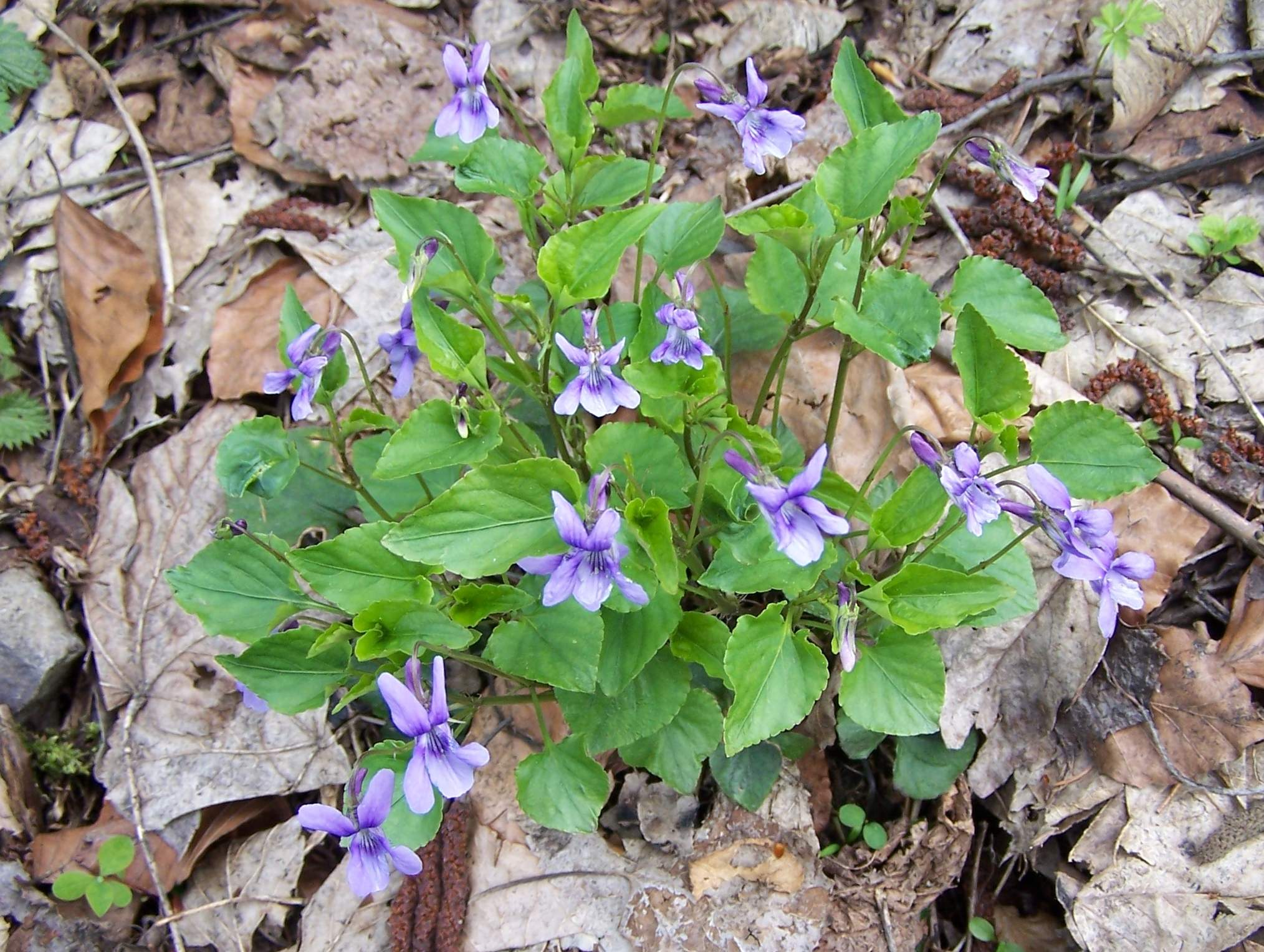
Viola reichenbachiana una de las especies presentes en el jardín.

- Hayedo, con un bosquete de Hayas (Fagus sylvatica) árbol caducifolio, que primordialmente tiene distribución centroeuropea y  constituye el principal componente del bosque montano de hoja caduca entre los 1250 y los 1800 metros de altura en los Apeninos, junto a las hayas la flora de árboles y arbustos acompañantes, como el Tejo (Taxus baccata), Ramno alpino (Rhamnus alpinus)), Serbal (Sorbus aucuparia)
- Bosquete de abeto blanco (Abies alba), es el único abeto espontáneo de la península italiana, y está considerado como flora relíctica de épocas pasadas.
- Arboreto, se trata de una zona de repoblación forestal realizada por el « "Corpo Forestale dello Stato" » hace ya unos 30 años con Pino negro (Pinus nigra) y Aceres (Acer pseudoplatanus)
- Vegetación de humedales, este tipo de vegetación no es muy corriente en los Apeninos pero de un gran interés conservacionista, así encontramos la ulmaria común (Filipendula ulmaria) la Valeriana oficinal (Valeriana officinalis), Ranúnculos (Ranunculus repens), juncos (Juncus inflexus), Senecio (Senecio alpinus'), también comunidades de Epilobios (Epilobium angustifolium, Epilobium hirsutum) y grupos de Sauces (Salix ssp.). Junto a la vegetación palustre florecen las orquídeas  (Dactylorhiza maculata y Dactylorhiza  incarnata subsp. incarnata) y de la rara y protegida Calta palustre (Caltha palustris).
- Área de plantas aromáticas y oficinales, destacando la Genciana mayor (Gentiana lutea), Valeriana (Valeriana officinalis), belladona (Atropa belladonna). . .
- Campo de cultivo experimental con la colaboración de la "Università degli Studi del Molise" y el ARSIAM, en esta zona se realizan el cultivo y la experimentación con las variedades de legumbres cultivadas desde tiempos inmemoriales en Molise conservando y cultivando variedades de lentejas, guisantes, habas, .. Una parte de las legumbres recolectadas se conservan en la "Banca del Germoplasma del Molise", a fin de preservar y custodiar la diversidad genética.
- Edificios de acogida, medios audiovisuales y laboratorios.
- Área de pícnic, con barbacoa y fuente de agua potable.